# Bada (Rosja)
Bada (ros. Бада) – wieś w Rosji, w Kraju Zabajkalskim, w rejonie chiłokskim. W 2010 liczyła 4687 mieszkańców.